# Demonax ordinatus
Demonax ordinatus är en skalbaggsart som beskrevs av Francis Polkinghorne Pascoe 1869. Demonax ordinatus ingår i släktet Demonax och familjen långhorningar.
Artens utbredningsområde är Laos. Inga underarter finns listade i Catalogue of Life.